# Guidizzolo
Guidizzolo (lombardul: Ghidisöl) település Olaszországban, Lombardia régióban, Mantova megyében. Lakosainak száma 5949 fő (2023. január 1.). Guidizzolo Ceresara, Medole, Cavriana, Goito, Solferino és Volta Mantovana községekkel határos.

## Népesség
A település lakossága az elmúlt években az alábbi módon változott:
| Lakosok száma | 6079 | 6013 | 5949 |
|               | 2017 | 2018 | 2023 |